# إيلين غيلبرت
إيلين غيلبرت (بالإنجليزية: Ellen Gilbert)‏ هي لاعبة شطرنج أمريكية، ولدت في 30 أبريل 1837 في ليفيريت في الولايات المتحدة، وتوفيت في 12 فبراير 1900 في هارتفورد في الولايات المتحدة.

## وصلات خارجية
- إيلين غيلبرت على موقع مباريات الشطرنج (الإنجليزية)
- إيلين غيلبرت على موقع الموسوعة البريطانية (الإنجليزية)